# Calberlah
Calberlah est une commune allemande de l'arrondissement de Gifhorn, Land de Basse-Saxe.

## Géographie
Calberlah se situe sur le plateau du Papenteich, entre le Hehlenriede et le Mühlenriede.
| Isenbüttel | Sassenburg | Osloß      |
| Wasbüttel  | Calberlah  | Wolfsbourg |
| Meine      | Lehre      | Lehre      |

Calberlah comprend les quartiers d'Allenbüttel, Allerbüttel, Brunsbüttel, Calberlah, Edesbüttel, Jelpke et Wettmershagen.

## Histoire
Le village est mentionné en 1318 sous le nom de Kaluerlege.

## Infrastructures
Calberlah est à l'ouest de la Bundesautobahn 39, entre Brunswick et Wolfsbourg.
Calberlah est un point d'arrêt sur la ligne de Berlin à Lehrte. La gare est desservie entre Wolfsbourg et Hanovre par un Regional-Express toutes les heures dans les deux sens. Les trains de la LGV Hanovre - Berlin y passent.
Calberlah est dans l'angle de la jonction du canal latéral à l'Elbe et du Mittellandkanal.

## Source, notes et références
- (de) Cet article est partiellement ou en totalité issu de l’article de Wikipédia en allemand intitulé « Calberlah » (voir la liste des auteurs).